# Ахтельталер
Ахтельталер (нім. Achteltaler, що позначає «восьма частина талера») — назва срібної монети XVII—XVIII століть номіналом в 1⁄8 талера, що при номіналі 1 талера в 24 гроші відповідало 3 грошам. У ряді випадків номінал позначали як половину орта «нім. halber Ortstaler» або «нім. Ein halber Reichsort», який був 1⁄4 талери. Випускали в кількох німецьких державах, таких як Саксонське курфюрство, Брауншвейг-Вольфенбюттельське князівство та Гессен-Кассельське графство.
У Бранденбурзькому курфюрстві монети номіналом 1⁄8 талери, що випускались з перервами в 1643—1676 роках при Фрідріху Вільгельмі, а також монету Мюнстера 1678 року також називали бламюзерами.